# Ebenau
Ebenau  ist eine Gemeinde mit 1468 Einwohnern (Stand 1. Jänner 2024) im Salzburger Land im Bezirk Salzburg-Umgebung  in Österreich.

## Geografie
Die Gemeinde liegt im Flachgau im Salzburger Land zwischen der Stadt Salzburg und dem Wolfgangsee. Die Gemeinde gehört zum Gerichtsbezirk Seekirchen am Wallersee. Ebenau wird durch den Schwarzaubach entwässert, der in den Almbach mündet. Der Osten des Gemeindegebietes umfasst die Täler der Bäche Rettenbach, Ellmaubach und Schwarzaubach. Die Grenze im Südosten folgt großteils dem Almbach mit dem Wiestalstausee. Den Südwesten begrenzt der bewaldete Schwarzenberg (1334 m), den Nordwesten die Gurlspitze (1158 m). Die Grenze im Norden bildet ein bewaldeter Höhenrücken (Wieselberg) mit der Plötz (789 m) als höchster Erhebung.
Ebenau hat eine Fläche von 17 Quadratkilometer. Davon sind 61 Prozent bewaldet, 29 Prozent werden landwirtschaftlich genutzt, drei Prozent sind Gewässer.

### Gemeindegliederung
Das Gemeindegebiet umfasst folgende fünf Ortschaften (in Klammern Einwohnerzahl Stand 1. Jänner 2024):
- Ebenau (223)
- Hinterebenau (143) samt Haslau, Strub und Werkschulheim Felbertal
- Hinterwinkl (150) samt Ed und Weißbach
- Unterberg (391)
- Vorderschroffenau (561) samt Gitzen

Die Gemeinde besteht aus den Katastralgemeinden Ebenau I, Ebenau II, Hinterwinkl-Ebenau und Vorderschroffenau.

### Nachbargemeinden
| Koppl                           |                                             | Hof bei Salzburg |
| Elsbethen                       | Kompassrose, die auf Nachbargemeinden zeigt | Faistenau        |
| Puch bei Hallein (Bez. Hallein) | Adnet (Bez. Hallein)                        |                  |

## Geschichte
Im frühen Mittelalter wurde das Gebiet von Ebenau als Almgebiet verwendet. Die Besiedlung begann zu Beginn des 12. Jahrhunderts. Die erste urkundliche Erwähnung stammt aus dem Jahr 1182 in der Widmungsurkunde der Pfarrkirche Thalgau durch den Erzbischof Konrad III. Die Wasserkraft der in Ebenau zusammenfließenden Bäche und der Waldreichtum veranlasste die Brüder Steinhauser 1585 hier ein Hammerwerk und Tradmühl (Drahtmühle) zu errichten. Aus dem Holz der Umgebung wurde Holzkohle erzeugt, diese beheizte die Schmelzöfen. Im Jahr 1634 erwarb Erzbischof Paris Lodron die Anlage und baute sie zu einem der größten Hammerwerke in Salzburg aus. In der Zeit des Dreißigjährigen Krieges arbeiteten 200 Menschen in der Fabrik. Der Großteil des erzeugten Messings wurde als Blech oder Fertigware nach Italien verkauft, aber Abnehmer gab es auch in der Schweiz, in Frankreich, Deutschland und in den österreichischen Erblanden. 1636 siedelte sich auch der aus Suhl in Thüringen stammende Gewehrhersteller Klett in Ebenau an und baute eine Waffenfabrik auf.
Auf Ansuchen der Arbeiter in den Fabriken wurde 1670 die Anstellung eines Schulmeisters genehmigt. Die ersten Lehrer in Ebenau waren ein Christian Schober und ein Constantin Dellacher. Wegen des geringen Einkommens von 200 Gulden jährlich blieben sie nur kurz. Ab 1685 unterrichtete der aus Bayern zugezogene Eisenarbeiter Bernhard Kellner regelmäßig im „Klettenhäusl“, dem nach dem Abzug der Familie Klett freigewordenen Wohnhaus (heute Hausnummer 17 in Ebenau). Das Schulgeld von zwei bis drei Kreuzer pro Woche übernahm ab 1696 die Hofkammer.
Ebenau war ursprünglich Teil der Pfarre Thalgau. Im Jahr 1703 wurde die heute noch bestehende Totenkapelle errichtet und Ebenau wurde Vikariat, die Kirche wurde 1704 dem hl. Florian geweiht. Die Pfarrerhebung erfolgte 1857.

## Kultur und Sehenswürdigkeiten

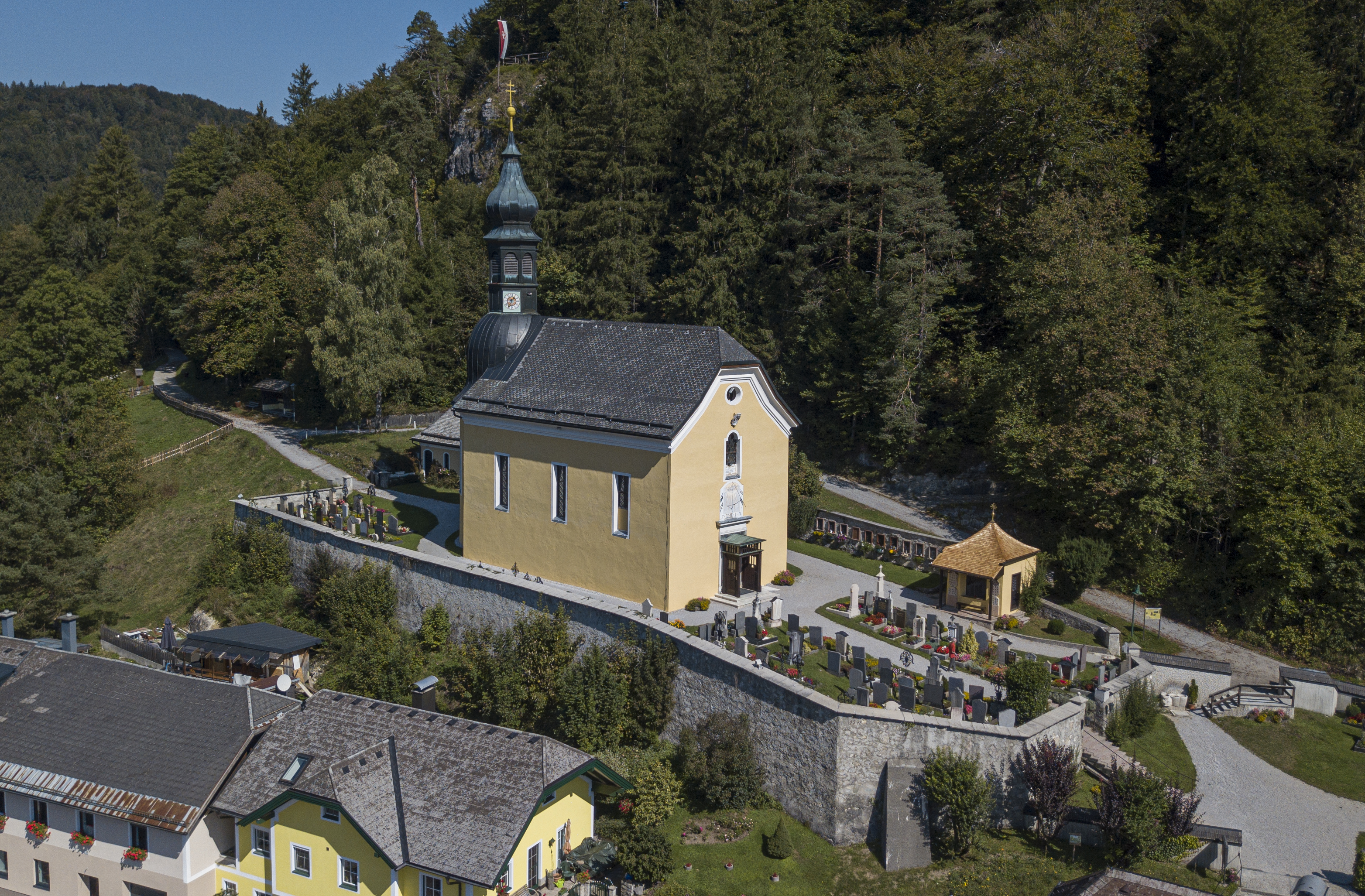
Pfarrkirche Ebenau

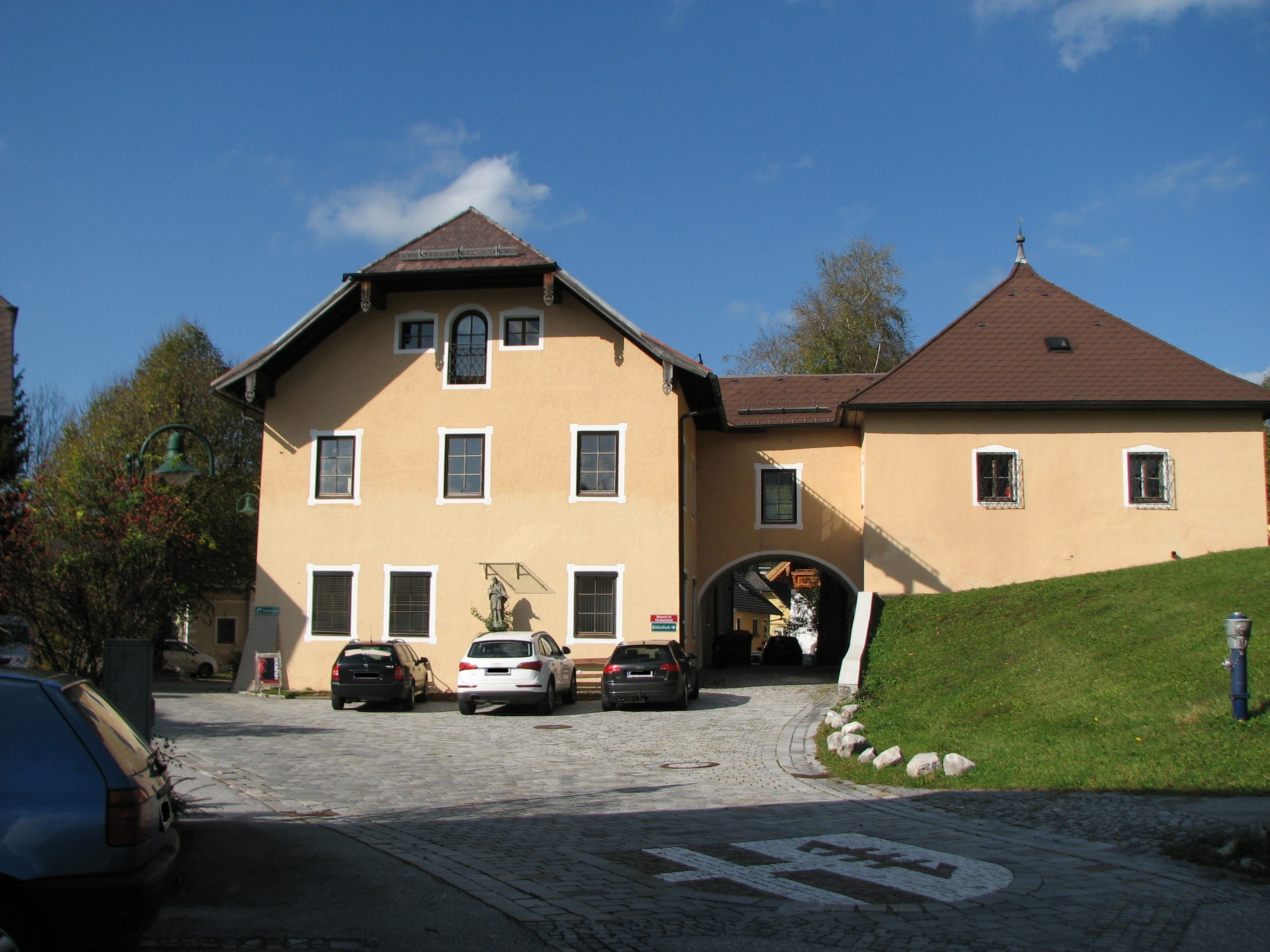
Fürstenstöckl Ebenau

- Katholische Pfarrkirche Ebenau hl. Florian
- Museum im Fürstenstöckl: Das Heimatmuseum von Ebenau befindet sich in der ehemaligen Waffenschmiede der Landesfürsten bzw. Erzbischöfe von Salzburg. Die historische Bedeutung des Ortes als Zentrum der Eisen-, Kupfer- und Messingverarbeitung wird durch entsprechende Metallhammerwerke und Schmiedewerkzeuge dokumentiert. Zudem werden Schusswaffen aus dem 17. Jahrhundert ausgestellt, die in der Gemeinde Ebenau von der Familie Klett angefertigt wurden.
- Ebenauer Mühlenwanderweg: 6 km langer Rundwanderweg, an dem sich sieben restaurierte Wassermühlen aus dem 16. und 17. Jahrhundert befinden. Der Weg beginnt in Ebenau an der Waschlmühle, führt an der Pertill-Mühle vorbei auf einen Bergrücken mit dem Watzmannblick nahe Koppl zur sogenannten Plötz in der Klamm des Rettenbachs. An der oberen Kante des etwa 25 m hohen Wasserfalls befindet sich die Schroffenau-Mühle, während sich die Eder-, Pertiller-, Schindlau- und Hofbauer-Mühle weiter abwärts befinden. Schautafeln entlang des Wegs erläutern historische, geologische und biologische Zusammenhänge.[6]
- Plötzer Wasserfälle: Klamm des Rettenbachs mit drei Wasserfällen, Ortsgebiet Ebenau (Naturdenkmal), Richtung Hinterschroffenau

## Wirtschaft und Infrastruktur

### Wirtschaftssektoren
Von den 51 landwirtschaftlichen Betrieben des Jahres 2010 wurden zwanzig im Haupt- und 31 im Nebenerwerb geführt. Beide Gruppen bewirtschafteten jeweils die Hälfte der Fläche. Im Produktionssektor arbeiteten 59 der 73 Erwerbstätigen in der Bauwirtschaft, 21 im Bereich Herstellung von Waren. Die wichtigsten Arbeitgeber des Dienstleistungssektors waren die Bereiche soziale und öffentliche Dienste (86), freiberufliche Dienstleistungen (29) und der Handel (21 Mitarbeiter).
| Wirtschaftssektor            | Anzahl Betriebe | Anzahl Betriebe | Erwerbstätige | Erwerbstätige |
| Wirtschaftssektor            | 2011            | 2001            | 2011          | 2001          |
| ---------------------------- | --------------- | --------------- | ------------- | ------------- |
| Land- und Forstwirtschaft 1) | 51              | 57              | 48            | 37            |
| Produktion                   | 25              | 19              | 73            | 59            |
| Dienstleistung               | 59              | 38              | 163           | 179           |

1) Betriebe mit Fläche in den Jahren 2010 und 1999

### Arbeitsmarkt, Pendeln
Im Jahr 2011 lebten 696 Erwerbstätige in Ebenau. Davon arbeiteten 187 in der Gemeinde, beinahe drei Viertel pendelten aus.

### Bildung
- In Ebenau befindet sich seit 1964 das Werkschulheim Felbertal

## Politik

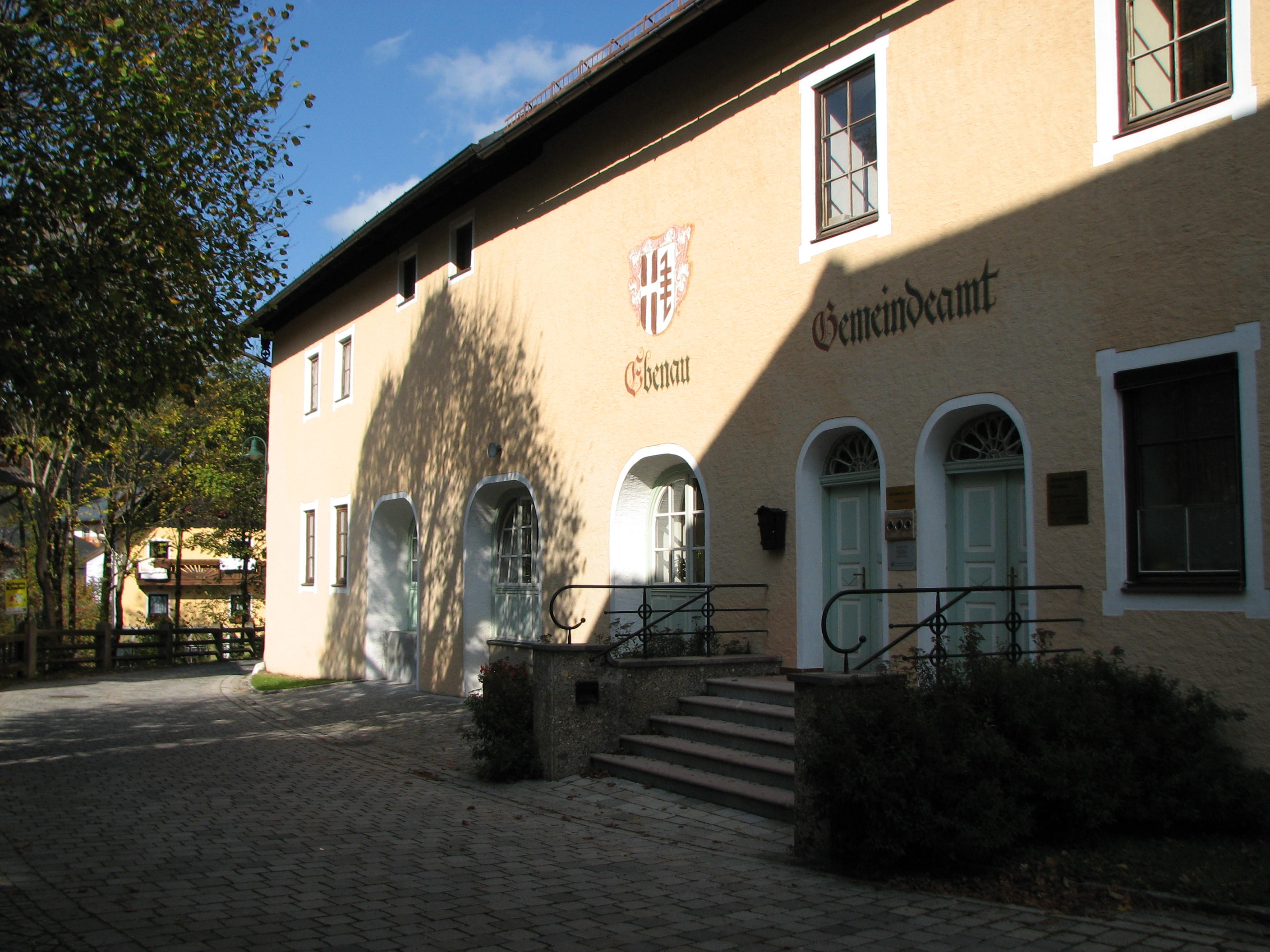
Gemeindeamt

### Gemeinderat
| Gemeinderatswahl 2024Wahlbeteiligung: 81,4 % 706050403020100 58,6 % (−2,2 %p)29,7 % (+5,2 %p)11,8 % (−2,9 %p) ÖVPSPÖFPÖ20192024 |

Die Gemeindevertretung hat insgesamt 13 Mitglieder.
- Mit den Gemeindevertretungs- und Bürgermeisterwahlen in Salzburg 2004 hatte die Gemeindevertretung folgende Verteilung: 8 ÖVP, 4 SPÖ, und 1 FPÖ.[11]
- Mit den Gemeindevertretungs- und Bürgermeisterwahlen in Salzburg 2009 hatte die Gemeindevertretung folgende Verteilung: 9 ÖVP, 3 SPÖ, und 1 FPÖ.[12]
- Mit den Gemeindevertretungs- und Bürgermeisterwahlen in Salzburg 2014 hatte die Gemeindevertretung folgende Verteilung: 7 ÖVP, 4 SPÖ, 1 FPÖ, und 1 GRÜNE.[13]
- Mit den Gemeindevertretungs- und Bürgermeisterwahlen in Salzburg 2019 hatte die Gemeindevertretung folgende Verteilung: 8 ÖVP, 3 SPÖ, und 2 FPÖ.[14]
- Mit den Gemeindevertretungs- und Bürgermeisterwahlen in Salzburg 2024 hat die Gemeindevertretung folgende Verteilung: 8 ÖVP, 4 SPÖ und 1 FPÖ.[15]

### Bürgermeister
- 1960–1984 Franz Höpflinger (ÖVP)
- 1984–2003 Hermann Itzlinger (ÖVP)[16]
- 2003–2018 Hannes Schweighofer (ÖVP)[17]
- seit 2018 Johannes Fürstaller (ÖVP)[18]

### Wappen
Blasonierung:
Gespalten von Rot und Silber, rechts ein silbernes Tatzenkreuz, links eine rote Hausmarke in Form eines Schaftes mit vorderer Oberkopfabstrebe, hinterer Unterfußstrebe sowie drei Mittelkreuzsprossen (Doppelhakens mit drei Mittelkreuzsprossen).

## Persönlichkeiten

### Ehrenbürger der Gemeinde
- 1950: Josef Rosenstatter, Pfarrer[19]

### Söhne und Töchter der Gemeinde
- Josef Stern (1849–1924), österreichischer Bauunternehmer und Bauingenieur, Pionier der Bahn-, Elektrizitäts- und Bergbautechnologie in Österreich
- Heidelore Wörndl (* 1944), Politikerin
- Claudia Riegler (* 1976), neuseeländische Skirennläuferin

### Mit der Gemeinde verbundene Persönlichkeiten
- Alfred Haberpointner (* 1966), Bildhauer

## Medien
- Ebenau – Das Dorf der alten Mühlen. Insider Spezial Österreich, 45 Min, DVD 2010, EAN: 4032614608002